# 요소즈미 사쿠라

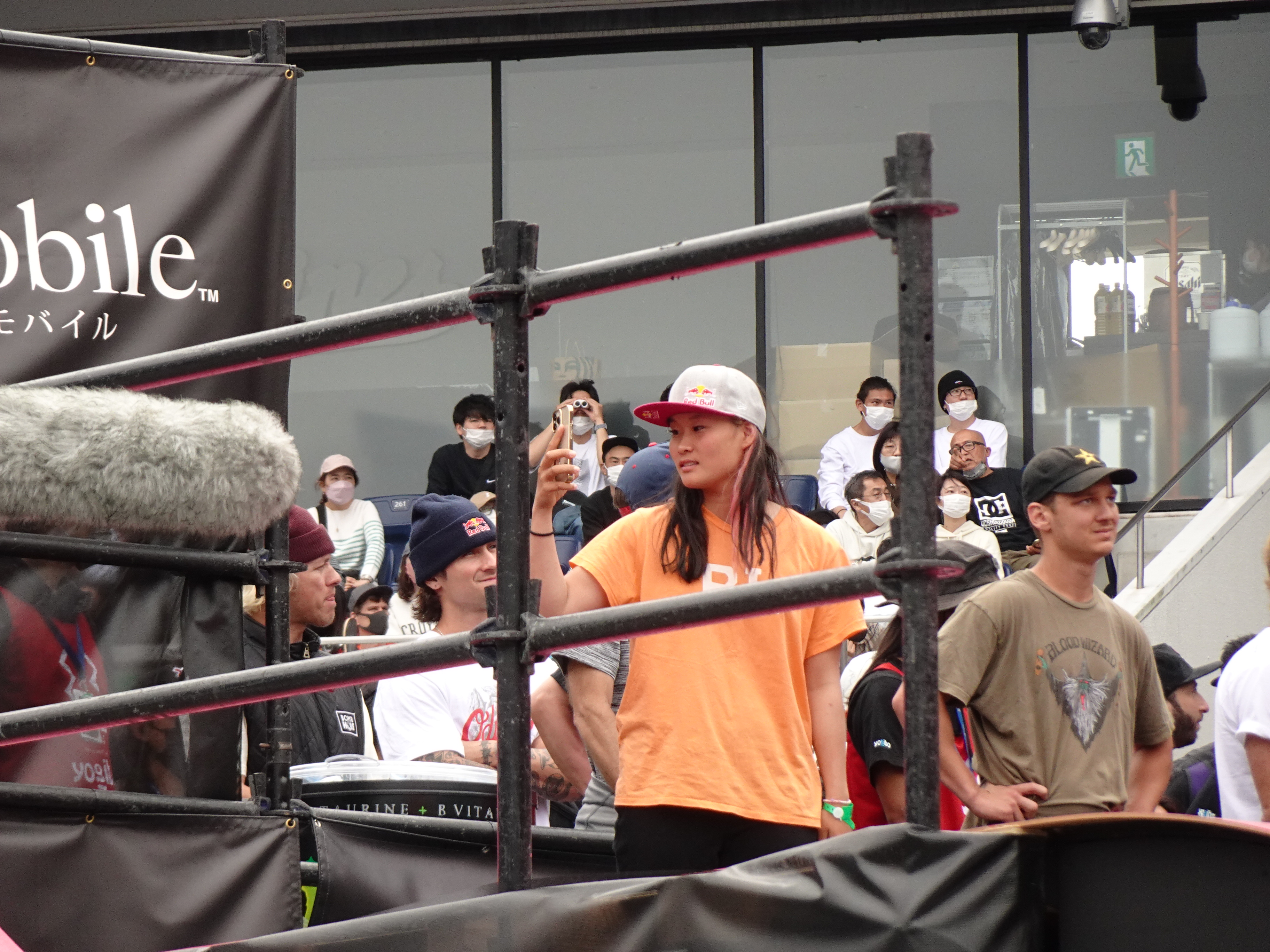

요소즈미 사쿠라(四十住 さくら, 2002년 3월 15일 ~ )는 일본의 프로 스케이트보더이다. 2018년 아시안 게임과 2021년 하계 올림픽 여자 파크 대회에서 금메달을 획득했다.

## 경력
요소즈미는 2013년부터 스케이트보드를 시작했고, 오빠의 영향을 받아 스케이트보드를 시작하게 되었다. 2017년 9월에는 학교 출석 후 평일에는 5시간 동안 훈련을 한 것으로 알려졌다.